# Lepidozamia hopei
Lepidozamia hopei (W.Hill) Regel è una pianta appartenente alla famiglia delle Zamiaceae.

## Descrizione
Il fusto raggiunge i 17 m di altezza e i 50 cm di diametro. È liscio e di colore giallo-marrone pallido.
Le foglie sono lunghe 2–3 m, com un picciolo di 30–60 cm, sono lisce e prive di spine. Le foglioline sono disposte in maniera distanziata, 160-200 per foglia, di colore verde scuro e lucide. Sono lunghe 20–40 cm e larghe 15–30 mm. Sono dotate di stomi solo sulla pagina inferiore.
È una specie dioica. I coni maschili sono di forma cilindrica, lunghi 25–40 cm per 8–14 cm di diametro, con microsporofilli a forma di cuneo lunghi fino a 30 mm e larghi 25 mm; quelli femminili sono ovoidali, lunghi 40–60 cm e larghi 20–30 cm, con macrosporofilli lunghi 5–8 cm e larghi 3,5-6,5 cm.
I semi sono lunghi da 4 a 7 cm, con tegumento di colore rosso.

## Distribuzione e habitat
La specie è originaria del Queensland nordorientale, in Australia. La si trova a quote superiori ai 1 000 m slm.
Gli esemplari crescono distanziati tra loro su terreni duri, spesso nelle immediate vicinanze della foresta pluviale o delle foreste di eucalipto. Si possono trovare sia su terreni pianeggianti vicino a corsi d'acqua che su terreni ripidi e asciutti.

## Conservazione
La IUCN Red List classifica L. hopei come specie a rischio minimo.
La specie è inserita nell'Appendice II della Convention on International Trade of Endangered Species (CITES).
Parte dell'areale della specie ricade nel territorio dei parchi nazionali dei Tropici del Queensland.